# Rowland Greenberg
Rowland Charles Wentworth Greenberg (* 28. August 1920 in Oslo; † 2. April 1994 ebendort) war ein norwegischer Jazzmusiker (Trompete, auch Gesang), der als herausragender Solist im Swing-Stil gilt. In seiner Jugend war er auch als Bahnradsportler aktiv. In den 1940er und 1950er Jahren war er eine führende Persönlichkeit der norwegischen Jazzszene.

## Wirken
Greenberg, der britischer Abstammung war, war seit 1935 professionell als Musiker tätig. 1937 gewann er zudem die norwegischen Radmeisterschaften im Zeitfahren. Sein Platten-Debüt gab er 1938 mit der Band Hot Dogs. Im selben Jahr reiste er nach England, wo er bei Vic Lewis, Eric Delaney und George Shearing tätig war. Nach seiner Rückkehr 1939 wurde er zunehmend ein gefragter Jazzmusiker, unter anderem als Mitglied des Oslo Swing Clubs. 1940 beteiligte er sich als Musiker an einer von Jens Book Jensens Revuen. Auch nahm er mit dem eigenen Orchester auf.
Vom Herbst 1944 bis zum Ende der Besetzung Norwegens durch Deutschland war Greenberg im Lager Grini interniert. Nach der Befreiung Norwegens gründete er seine eigenen Orchester, Rowlands Swing Band und Rowland’s Rhythm Orchestra. Zusätzlich zu seinen musikalischen Aktivitäten in Norwegen war er ausgiebig in Schweden tätig, etwa bei Thore Jederby, Simon Brehm oder Malte Johnson. Greenberg spielte auch in Kopenhagen und Großbritannien; zudem nahm er am Festival International 1949 de Jazz in Paris teil.
1950 war Greenberg in Schweden auf Tournee mit Charlie Parker (dokumentiert auf dem Album Charlie Parker in Sweden). In Schweden leitete Greenberg weiterhin kleine Swing-Gruppen bei Konzerten, Clubs und Festivals und machte mehrere Aufnahmen, unter anderem mit Teddy Wilson. Darüber hinaus war er in den 1950er Jahren Musiker im Orchester von Egil Monn-Iversen im Chat Noir. Im Laufe der Jahre war Greenberg Mitglied einer Reihe von Orchestern, darunter der Big Band von Pete Brown, dem Solistenensemble von Leiv Flisnes und dem Orchester von Terje Kjær. Später arbeitete er vor allem für Hörfunk und Fernsehen. Mit seinem Quintett gastierte er beim Montreux Jazz Festival 1970.
Greenberg wirkte an einer Vielzahl von Schallplatten mit, sowohl als Solist als auch als Mitglied verschiedener Orchester. Er war bis 1990 als Musiker aktiv.

## Preise und Auszeichnungen
Greenberg erhielt 1956 den ersten Buddyprisen. 1989 wurde ihm für seine Lebensleistung der Gammleng-Preis zuerkannt.

## Diskographische Hinweise
- 1953: Take Another Guess / After You’ve Gone (Harmoni AAR)
- 1970: Rowland Greenberg and His Group: Swing is the Thing (EMI / Columbia Records, mit Terje Larsen, Kristian Bergheim, Ivar Wefring, Bjørn Pedersen, Per Nyhaug)
- 1981: How About You (Gemini Records, mit Kristian Bergheim, Eivin Sannes, Sture Janson, Per Nyhaug)
- 2001: Portrait of a Norwegian Jazz Artist (Gemini Records)